# Kolsås Station
Kolsås Station (Kolsås stasjon) er en metrostation, der er endestation for Kolsåsbanen på T-banen i Oslo. Stationen er den nærmeste i forhold til Kolsås leir, der er det norske forsvars anlæg i Kolsås, det tidligere AFNORTH NATO-hovedkvarter.
Stationen blev åbnet i 1930, da Bærumsbanen blev forlænget fra Avløs til Kolsås. Oprindeligt var det et rent sporvognsstoppested med vendesløjfe for sporvogne, der kun kunne køre i en retning. Det blev betjent via Lilleakerbanen. Fra 15. juni 1942 kom der også forstadstog, efter at forbindelsen mellem Jar og Sørbyhaugen blev taget i brug.
Stationen blev lukket 1. juli 2006, da Kolsåsbanen blev lukket, mens den blev opgraderet til metrostandard. Stationen blev genåbnet 12. oktober 2014.